# Ledra (Chypre)
Ledra (grec ancien : Λῆδραι / Lē̂drai, grec moderne : Λήδρα / Lídra) est une ancienne cité grecque antique située sur l'île de Chypre. Elle fait partie des dix cités-royaumes de Chypre.
Fondée vers 1050 av. J.-C. par des colons grecs probablement originaires Tégée en Arcadie, on la connaît par une inscription du roi assyrien Assarhaddon en 673-672 avant Jésus-Christ mais pas par l'archéologie (à part de rares artefacts) car son site a été remanié et recouvert par les développements antiques et médiévaux de la ville de Λευκωσία (Lefkosia) dite aussi Καλληνίκησις (Kallenikêsis), aujourd'hui Nicosie, actuelle capitale de l'île, dont une rue centrale porte le nom de « rue Ledra ».